# Estació de Corbie
Corbie és una estació ferroviària al municipi francès de Corbie (al departament del Somme). És servida pels trens del TER Picardie.
| Provinença        | Estació anterior | Línia        | Estació següent | Destinació     |
| ----------------- | ---------------- | ------------ | --------------- | -------------- |
| Rouen-Rive-Droite | Amiens           | TER Picardie | Albert          | Lille-Flandres |
| Amiens            | Daours           | TER Picardie | Heilly          | Lille-Flandres |